# Continuaciones del Quijote
Las continuaciones del Quijote son las obras literarias que, al igual que solía suceder con los libros de caballerías españoles anteriores, continúan la acción de Don Quijote de la Mancha de Miguel de Cervantes. Tal recurso fue empleado por muchos autores, tanto en español como en otros idiomas.

## Evolución y tipología
En el siglo XVII hubo ya quince imitaciones inglesas, veinticuatro francesas, diecisiete alemanas, una italiana y dos holandesas. En el siglo XVIII abundaron los Quijotes regionales, como la Historia fabulosa del distinguido caballero don Pelayo Infanzón de la Vega, Quixote de la Cantabria (1786), o el llamado Quijote asturiano, de Juan Francisco Siñeriz. Incluso hubo quien trasladó al viejo hidalgo manchego a Cuba para que continuara "desfaciendo entuertos". En el siglo XIX continuó esta tendencia con obras como el llamado Quijote leonés, de Luis Arias de León, o la Historia del valeroso caballero don Rodrigo de Peñadura, que enloquece leyendo libros de ilustrados y philosophes franceses. 
Su tipología difiere: en unas se prosigue la vida y aventuras de Don Quijote; en otras se refieren sucesos ocurridos a otros personajes de la obra, principalmente Sancho Panza, después de la muerte del caballero; en un tercer grupo, Don Quijote "resucita" en siglos posteriores. Por último, existen también imitaciones, cuando es un personaje distinto, habitualmente designado con el nombre de otra región y no La Mancha, quien imita los hechos de la vida de don Quijote. Las intenciones de cada una de estas obras eran muy diversas: satirizar ideologías progresistas o reaccionarias, moralizar, divertir, etcétera.

## Continuaciones de la Primera Parte
La Primera Parte del Quijote (El ingenioso hidalgo Don Quijote de la Mancha, 1605) tuvo dos continuaciones: la primera fue la publicada en Tarragona en 1614 por Alonso Fernández de Avellaneda (Segundo tomo del Ingenioso Hidalgo don Quijote de la Mancha, el llamado Quijote de Avellaneda o El Quijote Apócrifo), y la segunda fue la del propio Miguel de Cervantes (Segunda parte del ingenioso caballero don Quijote de la Mancha, publicada en Madrid en 1615), cuya redacción fue motivada principalmente por la aparición de aquella.

## Continuaciones de la Segunda Parte

### Francesas
Las primeras continuaciones de la Segunda Parte del Quijote fueron escritas en francés y no han sido nunca publicadas en español. La primera fue escrita por Francois Filleau de Saint-Martin, traductor del Quijote cervantino al francés, que cambió el final de la obra para omitir la muerte de Don Quijote y escribir así una continuación, titulada Historia del admirable don Quijote de la Mancha. Esta obra fue continuada a su vez por otro escritor francés, Robert Challe, que prolonga la acción hasta la muerte de Don Quijote en su aldea.
El Quijote de Avellaneda fue traducido al francés por Alain-René Lesage, que lo publicó con el título de Nuevas aventuras de don Quijote de la Mancha, pero no se limitó a traducir la obra, sino que la modificó considerablemente, al extremo de que puede hablarse más bien de una adaptación y continuación. 
Otra continuación francesa del Quijote cervantino, independiente de las de Filleau Saint-Martin y Challe, fue publicada en cinco tomos con el título de Continuación nueva y verdadera de la historia y las aventuras del incomparable don Quijote de la Mancha, seguida de un sexto tomo que contenía una Historia de Sancho Panza, alcalde de Blandanda. Se desconoce el nombre del autor.

### Españolas
El periodista y fraile agustino Pedro Centeno (1730-1803), miembro de la Real Academia de la Historia, publicó con el pseudónimo "Eugenio Habela Patiño" una Primera salida de D. Quijote el Segundo, alias el Escolástico, una sátira contra Juan Pablo Forner y la teología escolástica bajo la apariencia de una imitación cervantina; un año más tarde publicó una secuela: Apéndice a la primera salida de Don Quijote el Escolástico (Madrid: D. Antonio Espinosa, 1789).
En España, la primera obra que continuó la vida de Don Quijote manteniendo la acción en los inicios del siglo XVII fue la novela El pastor Quijótiz, del escritor aragonés José Camón Aznar (1969). En 2005, coincidiendo con el cuarto centenario de la publicación de la primera parte del Quijote cervantino, se publicó Don Quijote de la Mancha. La tercera parte, del novelista valenciano Alberto Báez Izquierdo.

### Hispanoamericanas
En Hispanoamérica, la principal obra que continúa narrando las aventuras de Don Quijote es la escrita por el pensador ecuatoriano Juan Montalvo, con el ingenioso título de Capítulos que se le olvidaron a Cervantes (1895). Esta obra, que ha sido reimpresa en numerosas oportunidades, tiene la particularidad de que no continúa la acción a partir de un episodio específico del Quijote, sino que se inicia a partir de un momento indeterminado de la Segunda Parte, anterior al vencimiento del protagonista por el Caballero de la Blanca Luna. Tampoco pone fin a las aventuras de Don Quijote, ya que la acción se interrumpe con un episodio en el cual el héroe manchego, estando alojado en un convento, decide redactar su testamento. Según la enciclopedia española Monitor (editorial Salvat, 1970, tomo 6, pág. 2099), en su artículo "Don Quijote", la obra de Montalvo es una excelente aproximación novelística al personaje cervantino, pues logra resucitar en casi toda su esencia al personaje, el cual suele ser presentado en forma sesgada por otros autores. Textualmente el artículo mencionado dice: "En el siglo XIX hemos de destacar la valiosa interpretación del ecuatoriano J. Montalvo, quien en los Capítulos que se le olvidaron a Cervantes trazó una semblanza del héroe que no desdeñaría su mismo autor: el sentido de raza, tragedia y sublimación fueron magníficamente destacados por el eximio polígrafo ecuatoriano".

## Continuaciones que se refieren a otros personajes de la obra
El relato de la vida de Sancho Panza y otros personajes del Quijote después de la muerte de Don Quijote es el tema de varias obras españolas. El monje jerónimo Juan de Valenzuela firmó un manuscrito a mediados del siglo XVIII con el título Andanzas de Sancho Panza tras la muerte de su amo. La Provincia de la Mancha (recuperado y transcrito en 2005 por Antonio Rioja y Daniel Romero), en cuya primera parte se nos presenta a un Sancho «triste, cabisbaxo y melancólico» embarcado con el séquito de un virrey que viaja hacia la Nueva España. A relatar la vida de éste después del fallecimiento de su amo están también dedicada una obra de Pedro Gatell y Carnicer, publicada en dos partes (la primera en 1793 y la segunda en 1798) bajo el título Historia del más famoso escudero Sancho Panza, así como otras tres obras cervantinas. A fines de ese mismo siglo XVIII se publicaron unas Adiciones a la historia de Don Quijote de la Mancha, atribuidas a un escritor denominado Jacinto María Delgado, cuyo protagonista es también el célebre escudero.
En 1901 José Abaurre y Mesa publicó una obra denominada Historia de varios sucesos ocurridos en la aldea después de la muerte del Ingenioso Hidalgo don Quijote de la Mancha (Madrid, Sucesores de Ribadeneyra). El jesuita argentino Leonardo Castellani (1899-1981) escribió El nuevo gobierno de Sancho; traducción directa del arábigo por Jerónimo del Rey (Buenos Aires: El Ateneo, 1942). Hay una segunda edición, aumentada (Buenos Aires: Penca, 1944) y Su majestad Dulcinea (1956).
En 2004, Andrés Trapiello publicó otra continuación titulada Al morir don Quijote, en la que intervienen Sancho Panza y otros vecinos de la aldea y se desarrolla un romance entre el bachiller Sansón Carrasco y la sobrina de Don Quijote, Antonia Quijana.

## Continuaciones cuya acción se desarrolla en siglos posteriores
Varios autores escribieron novelas protagonizadas por un Don Quijote resucitado y cuya acción transcurre en épocas muy posteriores a la de Cervantes. Entre las primeras estuvo la obra  denominada Semblanzas caballerescas o las nuevas aventuras de Don Quijote de la Mancha, del militar y literato gallego Luis Otero y Pimentel, publicada en La Habana en 1886. Posteriormente aparecieron muchas otras, entre las que cabe mencionar Vida de don Quijote y Sancho (1905), de Miguel de Unamuno,  mucho más poética y ensayística que narrativa; La nueva salida del valeroso caballero don Quijote de la Mancha, de Antonio Ledesma Hernández (Barcelona, Lezcano, 1905); La Resurrección de don Quijote. Nuevas y jamás oídas aventuras, de P. Valbuena (editor Antonio López,  Barcelona, 1905); Don Quijote en América o sea cuarta salida del Ingenioso Hidalgo de la Mancha, del intelectual merideño Tulio Febres Cordero (Mérida, Venezuela, El Lápiz, 1906), entre otras.

### El caso dePierre Menard
En 1944 el escritor argentino Jorge Luis Borges publicó una narración titulada «Pierre Menard, autor del Quijote», incluida en su libro Ficciones, que relata la supuesta existencia de un literato francés, Pierre Menard, que a principios del siglo XX se impuso como tarea volver a escribir el Quijote, lográndolo parcialmente. Se trata de una de las piezas más celebradas y comentadas de Borges.

## Imitaciones
Juan de la Cruz Ferrer y Sala escribió la Historia del gran zapatero Bandarra, insigne cazador de brujas (Barcelona: L. Niubó, 1867), cuyo largo subtítulo explicita: Obra histórica, moral y política, escrita en estilo jocoso, trazada especialmente para glosar y poner de manifiesto el trampantojo de la hechicería, del sonambulismo, del espiritismo y del magnetismo mal aplicado; es asunto de utilidad y que puede servir de gran provecho así á los ignorantes como á los ilustrados, para que todos sepan en adelante come se han de gobernar cuando asome la cabeza alguna bruja de mala facha en los terrenos de sus respectivas demarcaciones.
Alphonse Daudet escribió Tartarín de Tarascón (1872) y varias continuaciones, con un héroe quijotesco ambientado en su propia época.

## Continuaciones teatrales

### En España
La más antigua continuación teatral en España fue un entremés de 1617 escrito por Francisco de Ávila, Los invencibles hechos de Don Quijote de La Mancha. Muy poco después Guillén de Castro imprimió su comedia Don Quijote de La Mancha (1618), y otras adaptaciones de obras de Cervantes. El Don Quijote de La Mancha de Pedro Calderón de la Barca se ha perdido, pero probablemente era una comedia burlesca; algo de comedia burlesca tenía también en el siglo XVII Don Gil de La Mancha (1627), comedia de autor desconocido con algo de comedia de figurón y de comedia villanesca también. Más calidad presenta la comedia de tres ingenios El hidalgo de La Mancha, de Juan de Matos Fragoso, Juan Bautista Diamante y Juan Vélez de Guevara (1673), que es una mera comedia de capa y espada en que hace aparición meramente ocasional la pareja cervantina para poner paz. En el mismo siglo escribieron Antonio José de Silva un Don Quijote y Francisco José Montero Nayo una farsa jocoseria titulada Don Quijote renacido. En el siglo XVIII se encuentran: la comedia burlesca de magia Don Quijote de La Mancha resucitado en Italia; El Alcides de la Mancha y famoso don Quijote (1750), de Rafael Bustos Molina; Las bodas de Camacho (1777), de Antonio Valladares de Sotomayor, y Las bodas de Camacho el Rico, de Juan Meléndez Valdés; El amor hace milagros o Don Quijote de la Mancha (1784), de Pedro Benito Gómez Labrador; El Rutzvandscadt o el Quijote trágico (1785), de José Pisón Vargas y Aventuras de don Quijote y religión andantesca (manuscrito anónimo, sin fecha), entre otras. Ya en el siglo XX destacan El retablo de maese Pedro (1923), opereta para títeres de Manuel de Falla, y Jerónimo López Mozo y En algún lugar de la Mancha (2005).

### En el extranjero
En 1633 se produce la primera adaptación francesa, Don Quixote de la Manche, de Pichou, a la que sigue la trilogía Don Quixote de la Manche (1639), Don Quixot de la Manche II (1640) y Le gouvernement de Sancho Pança (1642), de Guyon Guérin de Bouscal y, después, Dom Guichot ou les Enchantements de Merlin (1660), de Molière. La novela Le chevalier de la longue figure (El caballero de la larga figur), del poeta Jacques Le Lorrain, inspiró la ópera de Jules Massenet Don Quichotte, estrenada en París en 1904. 
En Inglaterra hubo adaptaciones desde antiguo; se atribuye a Robert Baron History of Donquixiot [sic]; or, the Knight of the Illfavoured Face (1658?); siguieron las tres partes de The Comical History of Don Quixote (1694 las dos primeras, 1696 la tercera), de Thomas D’Urfey; Sancho at Court; or the Mock Governor. An Opera-Comedy, de James Ayres (1742); Barataria, or Sancho Tur’d Governor. A Farce (1785), de Frederick Pilon; Don Quixote; or The Knight of the Woeful Countenance. A Romantic Drama, in Two Acts (1833), de George Almar; la pérdida Don Quixote, the Knight of the Woeful Countenance, and the Humours of Sancho Panza, his Trusty Squire (1833), de Edward Fitzball; Don Quixote, or, the Knight de la Mancha, a Comic Opera, in three acts (1834), de Harriet Stewart; dos obras perdidas del mismo año, 1895, una de John Tenniel y otra de W. C. Wills; Alonzo Quixano, otherwise Don Quixote (1895), de George Ebenezer Morrison, y Don Quixote. A Romantic Drama (1916), de Mabel Dearmer. 
Ya en el siglo XX destacan la tragicomedia en dos partes y dos cuadros Dulcinea (1948), del francés Gastón Baty, y la comedia musical de gran éxito del estadounidense Dale Wasserman Man of La Mancha (El hombre de La Mancha, 1965).